# Kinh tế Hispania
Kinh tế Hispania hay còn gọi là bán đảo Iberia La Mã cổ đại đã trải qua một cuộc cách mạng mạnh mẽ trong và sau sự chinh phục lãnh thổ bán đảo của Roma, theo cách này, từ một vùng đất hứa hẹn chưa được biết đến, trở thành một những nơi giá trị nhất của cả Cộng Hòa và Đế Chế và là trụ cột cơ bản cho sự nổi lên của Roma.

## Kinh tế thời kỳ trước Roma
Trước khi người La Mã đến bán đảo Iberia, đa số nơi này được dựa trên một nền kinh tế sinh sống với rất ít sự giao thương, ngoại trừ ở một số thành phố lớn, chủ yếu ở bờ biển Địa Trung Hải, nơi có mối thương mại thường xuyên với Hy Lạp cổ đại và Phoenicia.

### Chiến lược kinh tế của sự chinh phục Roma
Các truyền thuyết truyền thống của người Phoenicia đã lưu hành xuyên vùng Địa Trung Hải về sự giàu có vô tận của Tartessos và làm thế nào các cuộc thám hiểm thương mại trở về từ bờ biển Hispania đầy ắp bạc. Chắn chắc các câu chuyện này đã góp phần vào việc tăng lên lợi ích của các quyền lực Địa Trung Hải ở bán đảo Iberia.
Sau cuộc thất bại ở chiến tranh Punic lần thứ nhất, Carthago bị suy thoái sau khi mất các thị trường quan trọng và phải cống nạp cho Roma để bồi thường chiến tranh. Với mục đích giảm thiểu tình trạng này, người Carthago quyết định mở rộng lãnh thổ dọc theo bờ biển Iberia, cho đến khi nằm ngoài khu vực ảnh hưởng của Roma. Người Carthage quan tâm trên hết đến việc thu lợi nhuận nhanh chóng, họ khai thác các mỏ bạc dọc bờ biển Andalucía và Levante, Tây Ban Nha, lấy đi lượng lớn kim loại này và trở thành một phần tài chính lớn cho cuộc Chiến tranh Punic lần thứ hai và chiến dịch Ý Hannibal.
Với mục đích này, một các mục tiêu chiến lược đầu tiên của Roma sau khi xâm chiếm bán đảo là kiểm soát các mỏ gần New Carthage. Một phần do bị mất các tài nguyên này, và phần lớn hơn do sự cô lập, Hannibal đã từ bỏ cuộc chiến tranh ở Ý năm 206 TCN.

## Kinh tế Hispania bị Roma hóa
Bên cạnh việc khai thác tài nguyên mỏ, Roma thu được ở việc chinh phục Hispania tốt nhất là với đất đai trồng trọt nông nghiệp so với tất cả lãnh thổ bị Roma hóa. Vì vậy, việc cần làm là phải sử dụng những đất đai này càng sớm có thể. Trong vùng Roma chiếm được, kinh tế Hispania có một sự mở rộng nông nghiệp đáng kể, thúc đẩy đường bộ và các tuyến đường thương mại mở ra thị trường với phần còn lại của Đế chế.